# Synagoge (Vriezenveen)
De Synagoge Vriezenveen in het Overijsselse dorp Vriezenveen dateert uit 1879. Het gebouw is gelegen aan de Almeloseweg 5.

## Achtergrond
In 1763 is voor het eerst sprake van de aanwezigheid van Joden in Vriezenveen. De Joodse gemeenschap in Vriezenveen is nooit groot geweest; een tiental Joodse gezinnen met schommelingen tussen de 20 en 30 personen. Vaak was het beroep van het gezinshoofd koopman of slager, zoals Karel Schaap waar een straat naar is vernoemd.

### 1866-1973
In 1866, toen de Joodse gemeenschap circa 30 personen omvatte, werd besloten om een synagoge te bouwen. Op 28 december 1876 werd door de liberale Commissaris van de Koning de heer Petrus Cornelis Nahuys bij Koninklijk Besluit van 2 december 1876 aan de Israëlitische Gemeente een rijkssubsidie toegekend van ƒ 850,- voor de bouw. Pas in 1878 werd de aanbesteding gehouden. De synagoge werd oorspronkelijk ontworpen voor die van Winsum, maar werd met enkele wijzigingen in Vriezenveen gerealiseerd. Metselaar Mulder nam het werk aan. Op 24 augustus 1878 schreef Mulder in zijn aantekeningen: "begonnen met de Hebreese kerk". In de loop van 1879 was de synagoge klaar. Het werd een eenvoudig rechthoekig gebouw met overstekend zadeldak, versierd met oriëntaalse elementen in het gevelmetselwerk. In de top van de voorgevel is een hoefijzervormige boog te zien waarin een davidster was aangebracht. De gemeenschap omvatte toen 27 personen.
In 1906 werd de gemeente door terugloop van het ledental onderdeel van de Joodse gemeente in Almelo. Op 9 januari 1923 werd in Café Holland op Het Midden de synagoge met twee bijbehorende percelen grond verkocht. Dat gebeurde door notaris Louis Cramer uit Vriezenveen op verzoek van het kerkbestuur van het Nederlands-Israëlitisch Kerkgenootschap in Almelo. Een voorwaarde bij de verkoop was dat het gebouw als woonhuis, winkelpand of pakhuis mocht worden ingericht, maar niet voor opslag voor lompen of aanverwante artikelen. Bovendien mocht het gebouw niet worden gebruikt als café. De synagoge werd voor ƒ 1425,- verkocht aan de timmerman Jan Goosselink, die er zijn ambacht in uitoefende. De noordelijk en zuidelijk gelegen percelen van de gemeente bij de synagoge werden verkocht voor ƒ 200,− aan Wicher Gerhardus Niphuis. Het opgebouwde archief van de NIG Vriezenveen werd overgedragen aan de NIG Almelo. Dit bestaat in hoofdzaak uit documenten, boeken en de Encyclopedia Judaïca (bestaande uit 21 delen) en een veelheid aan Joodse voorwerpen uit de Almelose of Vriezenveense synagoge. In 2015 is door de NIG Twente in Enschede het archief overgedragen aan het Historisch Museum Vriezenveen voor de duur van 10 jaren, dit gelet op de bestaande historische banden.

### 1973-heden
Vanaf 1973 was het gebouw in handen als opslagplaats van de familie Arends. Het pand staat sinds 1996 op de gemeentelijke monumentenlijst. In 1999 is onder voorzitterschap van ds. Wim den Braber de Stichting Behoud Synagoge Vriezenveen opgericht om het gebouw te bewaren en weer een passende functie te geven. In de crisistijd van 2008 was er geen behoefte om de plannen uit te voeren, waarna er in 2014 door het bestuur notarieel een koopovereenkomst werd getekend en in 2016 het plan werd opgevat om het gebouw in delen af te breken en nabij de Joodse begraafplaats aan de Vroomshoopseweg in Den Ham op te bouwen. Door gebrek aan financiële middelen ging de verkoop echter niet door.
In augustus 2019 werd een aanvraag voor de sloop van de synagoge gedaan, die echter na protest werd geweigerd door het college van Burgemeester en Wethouders. In het raadsdebat van 21 januari 2020 werd een verzoek gedaan onderzoek te doen naar mogelijkheden voor behoud van de synagoge met de opties die eerder waren gedaan, zoals het integreren van de synagoge in een appartementencomplex. Het pand was in de voorafgaande jaren niet gerenoveerd en onderhouden. Op 11 juli 2020 werd bekendgemaakt dat de synagoge was verkocht aan een projectontwikkelaar, en in juli 2021 werd bekendgemaakt dat de synagoge behouden blijft door het te integreren in een appartementengebouw. In juni 2024 stapte omwonende Dekker tevergeefs naar de Raad van State de bouw van het appartementengebouw tegen te houden, maar aannemer Haase Bouw uit Rijssen bouwt twaalf appartementen rondom de synagoge die gerestaureerd zal worden.